# Michał Pazdan
Michał Pazdan (Cracóvia, 21 de setembro de 1987) é um futebolista polonês, que atua como meio-campista, mas também como defensor.

## Carreira
Começou no Hutnik Kraków em 2003, mas o único clube que defendeu (e ainda defende) em sua carreira profissional é o Górnik Zabrze, desde 2007.

## Seleção
Pazdan estreou na Seleção Polonesa em 2007, e fez parte da delegação na Eurocopa de 2008. Ficou na reserva durante todo o torneio. Pazdan tambem fez parte do elenco da Seleção Polonesa de Futebol da Eurocopa de 2016.

## Títulos
Legia Warszawa
- Campeonato Polonês de Futebol (1): 2015/16.
- Copa da Polônia de Futebol (1): 2015/16.